# Scheria
Scheria är en av Homeros i Odysséen omtalad ö, vilken var hemvist för fajakerna (även faiaker och feaker, från grekiskans Φαίακες, phaiakes, mörkhyad) efter deras utvandring från Hypereia för att undkomma cykloperna. Scheria har ofta identifierats med Korfu men är troligen en skapelse av Homeros fantasi. Den skeppsbrutne Odysseus förs av prinsessan Nausikaa till det gästfria kungaparet, som efter hand hjälper honom hem till Ithaka.